# Tatsurō Inui
Tatsurō Inui (japanisch 乾 達朗 Inui Tatsurō; * 30. Januar 1990 in Urayasu) ist ein ehemaliger japanischer Fußballspieler.

## Karriere
Inui erlernte das Fußballspielen in der Jugendmannschaft von JEF United Chiba. Seinen ersten Vertrag unterschrieb er 2008 bei seinem Jugendverein bei JEF United. Der Verein aus Ichihara spielte in der höchsten Liga des Landes, der J1 League. 2010 unterschrieb er einen Zweijahresvertrag bei Albirex Niigata (Singapur). Der Verein ist ein Ableger des japanischen Zweitligisten Albirex Niigata und spielt in der höchsten singapurischen Liga. 2011 gewann er mit Albirex den Singapore League Cup. Nach 62 Erstligaspielen wechselte er am 1. Januar 2012 zum Ligakonkurrenten Armed Forces FC. 2012 gewann er mit dem Verein den Singapore Cup. Das Finale gegen die Tampines Rovers gewann man 2:1 nach Verlängerung. Im Februar 2014 kehrte er nach Japan zurück. Hier schloss er sich ein Jahr dem Drittligisten SC Sagamihara aus Sagamihara an. 2015 ging er wieder nach Singapur, wo er einen Vertrag beim Erstligisten Geylang International unterschrieb. Nach einem Jahr verpflichtete ihn sein ehemaliger Verein Albirex Niigata. Für Albirex stand er 23-mal in der ersten Liga auf dem Spielfeld. Thai Honda Ladkrabang, ein Erstligist aus Thailand, verpflichtete ihn Anfang 2017. Für den Bangkoker Verein stand er bis Juni 2017 unter Vertrag. Dreimal kam er in der ersten Liga zum Einsatz. Der japanische Drittligist Blaublitz Akita nahm ihn im August 2017 für den Rest der Saison unter Vertrag. Für den Verein aus Akita stand er dreimal in der dritten Liga auf dem Spielfeld. Im Februar 2018 zog es ihn nach Kambodscha, wo er einen Vertrag beim Erstligisten Nagaworld FC unterschrieb. Hier stand er zwei Jahre unter Vertrag. Am 1. Januar 2020 beendete er seine Karriere als Fußballspieler.

## Erfolge
Albirex Niigata (Singapur)
- Singapore League Cup: 2011

Singapore Armed Forces FC
- Singapore Cup: 2012

## Auszeichnungen
S. League
- Nachwuchsspieler des Jahres: 2011